# Björklövet
Björklövet var en annonstidning som utkom i kommunerna Strömstad, Tanum och Munkedal mellan 1967 och 2019.

## Historia
Björklövet startades 1967 och hette från början Annonsbladet. Utgivningsområde var då Tanum med omnejd och tidningen var ett vikt, svartvitt A4 papper, det vill säga 4 sidor i A5-format. Att få direktreklam hem i brevlådan varje vecka med dagsfärska erbjudanden från ortens handlare och föreningar var då något nytt i norra Bohuslän. Eftersom Annonsbladet var så tunt och grundaren hette Knut B. Björk, så döpte folkhumorn Annonsbladet till Björklövet. Företaget växte och efter att tillbringat ett par år i en källarlokal på Tunhemsvägen i Tanumshede flyttade verksamheten till egna lokaler på Kvarnvägen. Lokalen var en före detta kvarn som hade byggts om till bostad för dåvarande ägaren med familj med kontor och sätteri i mellanplan samt tryckeri i källaren. När företaget 1982 skulle fylla 15 år flyttade de in i ännu större lokaler på Affärsvägen i Tanumshede, där Olof Hedemyrs livsmedelsbutik tidigare hade legat. Utöver tryckeri och sätteri, ingick även en resebyrå, och turistinformation i lokalerna. 1987 såldes företaget till Rolf Bergstedt.
År 1988 startade företaget ytterligare en annonstidning, Havsbandet med Sotenäs- och Lysekils kommun som utgivningsområde. Bergstedt ägde en fastighet i Fjällbacka – före detta Richters fabrik – som gjordes i ordning och tryckeriet med annonsmottagning flyttade dit 1989. 1992 köpte Bergstedt tryckeriet Gränstryck i Strömstad vilket gjorde att annonstidningarna kunde tryckas i färg.
År 1997 flyttade företaget tillbaka till Tanumshede och Affärsvägen. Tryckeriet i Fjällbacka flyttade istället till Gränstryck i Strömstad.
Onsdag 29 april 2009 kom det första Björklövet-Uddevalla ut. Kontor hyrdes på Gustaf Mattssons Väg 2 i Uddevalla och två annonsförsäljare anställdes. 
Den 1 september 2011 övertogs företaget av Mediabolaget Västkusten AB och Björklövet Uddevalla lades ner. Mediabolaget Västkusten AB är en del av Stampen och under 2013 blev Mediabolaget Västkusten Gratistidningar i Väst AB (GIVAB) som 2015 blev en del av Stampen Lokala Medier (SLM). 
I november 2014 varslade Stampen om nedläggningen av Tryckeriet Gränstryck i Strömstad som stängde helt den 1 april 2015. Redan i december 2014 började V-tab trycka Havsbandet och vid årsskiftet 2014/2015 tryckte de även Björklövet.  
Under hösten 2015 avslutade annonssättarna sin anställning hos SLM. Under en period därefter producerades annonserna i Trollhättan medan tidningarna formgavs i Göteborg. Mot slutet nådde Björklövet drygt 28 000 hushåll och Havsbandet cirka 15 000 stycken. Björklövet lades ned i april 2019.